# مالیات کلیسا (آلمان)
مالیات کلیسا در آلمان، مالیاتی است که گروه‌های مذهبی برای تأمین هزینه‌های جامعه از عضوهای خود دریافت می‌کنند.
در آلمان، کلیساها می‌توانند از عضوهای خود مالیات جمع کنند. به این مالیات کلیسا (Kirchensteuer) گفته می‌شود. حدود نیمی از پرداخت کنندگان مالیات آلمان مالیات کلیسا را پرداخت می‌کنند. مالیات کلیسا ۸٪ از مالیات بر درآمد شما در بایرن و بادن وورتمبرگ و ۹٪ در بقیه آلمان است. اگر در برلین ۵۰٬۰۰۰ € در سال کسب کنید، حدود ۸۰۰ € در مالیات کلیسا پرداخت می‌کنید. اگر عضو این گروه‌های مذهبی نیستید، به کلیسای مالیات پرداخت نمی‌کنید. اگر هستید، تنها راه برای متوقف کردن پرداخت مالیات کلیسا، ترک کلیسا است. شما دین خود را در طول ثبت نام (در کلیسا) اعلام می‌کنید. اگر در کشور خود تعمید یافتید، کلیسا می‌تواند شما را حتی اگر به عنوان یک ملحد ثبت نام کرده‌اید، از شما مالیات گیرد.
در جمهوری فدرال آلمان، مالیات کلیسا توسط اداره‌های مالیاتی کشورهای مربوطه جمع‌آوری می‌شود که کمک هزینه ای را دریغ می‌کنند. با توجه به Art. 140 قانون اساسی آلمان در ارتباط با Art. 137 قانون اساسی وایمار، آن دسته از گروه‌های مذهبی و ایدئولوژیک که طبق قوانین عمومی شرکتی هستند، حق دریافت مالیات را دارند. در قانون کلیساهای دولتی آلمان، مالیات کلیسا بخشی از مجموعه امتیازاتی است که شامل حقوق و مزایای دیگری است که بر اساس قوانین عمومی به گروه‌های مذهبی اعطا می‌شود. مالیات کلیسا متعلق به رس میستایه است، یعنی حوزه‌های موضوعی که به‌عنوان امور مشترک، هم یک امر دولتی است و هم برای گروه‌های مذهبی و عقیدتی.
در کشور آلمان، مالیات کلیسا علاوه بر مزایا و یارانه‌های دولتی، به تأمین مالی کلیسا نیز کمک می‌کند. در سال ۲۰۱۵، کلیسای کاتولیک رومی در آلمان حدود ۶٫۰۹ میلیارد یورو مالیات کلیسا و کلیسای انجیلی آلمان ۵٫۳۶ میلیارد یورو دریافت کردند. درآمد مالیاتی کلیساها در سال‌های اخیر با وجود کاهش تعداد اعضا افزایش یافته‌است. مزایای اضافی دولتی و پرداخت‌های اختصاصی مختلف در سال ۲۰۱۲ بالغ بر ۴۶۰ میلیون یورو بود.
اساس ارزیابی مالیات کلیسا، مالیات بر درآمد یا مالیات بر درآمد (مالیات بر درآمد کلیسا، مالیات دستمزد کلیسا)، که باید مطابق با § 51a EStG تعیین شود. همچنین از نظر قانونی امکان دریافت مالیات کلیسا به عنوان هزینه اضافی بر مالیات بر ثروت و به عنوان هزینه اضافی همبستگی وجود دارد، اما کلیساهای کشور آلمان تاکنون از این دو گزینه صرف نظر کرده‌اند. هزینه کلیسا در ازدواج با مذاهب مختلف، همچنین مالیات کلیسا، با «هزینه‌های زندگی» ازدواج مرتبط است. حداقل مالیات کلیسا در برخی ایالت‌ها جمع‌آوری می‌شود. میزان مالیات کلیسا توسط رهبری کلیسا تعیین می‌شود. قانون‌های کلیسایی از طریق تصویب پارلمان‌های ایالتی مربوطه برای قوانین مالیاتی کلیسا به اجرا در می‌آید.
مالیات کلیسا از عضوها، بیشترین بخش درآمد کلیساها را در کشور آلمان را شامل می‌شود، به عنوان مثال، این مالیات برای اسقف نشین کلن در سال ۲۰۱۱ حدود ۷۹ درصد بود که در حال حاضر معادل ۷۰۶ میلیون یورو است. جمع‌آوری مالیات دولتی برای گروه‌های مذهبی و ایدئولوژیک یک ویژگی آلمانی است. این قانون توسط قانون اساسی (ماده ۱۴۰) مشروعیت حقوقی یافته‌است و با جزئیات بیشتری در قانون مالیات بر درآمد فدرال، تنظیم شده‌است.

## تاریخچه

### قرن ۱۹
مالیات کلیسا همان‌طور که امروزه می‌دانیم فقط از ابتدای قرن نوزدهم به‌طور ابتدایی قابل وجود داشت. از طریق Reichsdeputationshauptschluss در سال ۱۸۰۳، شاهزادگان بی‌دین امپراتوری برای واگذاری سرزمین‌های خود در ساحل چپ راین (به فرانسه) که در معاهده صلح با فرانسه امضا شده بود، غرامت تضمین شد (Lunéville 1801). در جریان این غرامت، تقریباً همه مناطق کلیسایی مستقیماً در ساحل شرقی راین که مستقیماً با امپراتوری مرتبط بودند بین اربابان سرزمینی تقسیم شدند که باید غرامت دریافت کنند (یک استثناء اسقف نشین رگنسبورگ). علاوه بر این، به آنها اجازه داده شد که کالاهای بنیادها، صومعه‌ها و صومعه‌های مستقر در کشورهایشان را مصادره کنند. همه به جز هابسبورگ‌ها از آن استفاده کردند.
همه دارایی هل در دست کلیساها، مؤسسات معنوی و مذهبی، که مربوط به عملکرد عمومی کلیسا بود، توسط مقامات عمومی ادعا می‌شد. دارایی‌های موجود برای مراقبت‌های شبانی، خیریه و تحت شرایط خاص برای آموزش نه تنها از بی‌دینیزاسیون مستثنی شده بود، بلکه صریحاً در برابر هرگونه سوء استفاده محافظت می‌شد.
پس از سال ۱۸۰۳ فقط «دارایی هل عجیب و غریب کلیسا» (مثلا دارایی‌های روحانی) وجود داشت که به مراقبت شبانی می‌پرداخت. تقریباً به‌طور انحصاری در اختیار شهرداری‌های بخش‌ها بود و شامل سه نوع صاحب ثروت بود:
- ابتدا مزایا، که با استفاده از آنها، دارایی‌هایی را درک می‌کنید که از بازدهی آن‌ها از نگهداری صاحب شغل مربوطه محروم می‌شود.
- سپس وقف کلیسا، یعنی وسیله ای برای کسب درآمد، که با آن هم هزینه‌های نگهداری ساختمان‌های مورد استفاده برای مراقبت شبانی و هم همه هزینه‌های خدمات پرداخت می‌شود.
- در نهایت، بنیادهایی برای فقرا، بیماران و مدارس، تا آنجا که بنیادهایی با چنین اهدافی در گروه‌های فردی وجود داشت.

در بیشتر موارد خاص، دولت بی‌دین مسئول حفظ کلیساها بود. پس از سال ۱۸۰۳، مقامات دولتی شروع به تأمین مالی نیازهای کلیسا کردند. مدتی با منابع مالی موجود مدیریت کردند. اما وظایف مالی کلیسا افزایش یافت: دلایل اصلی آن افزایش جمعیت، آغاز صنعتی شدن و پیدایش شهرهای بزرگ بود. علاوه بر این، مهاجرت داخلی به آرامی آغاز شد. در مهم‌ترین شهرک‌های صنعتی، وحدت فرقه‌ای قبلی با مهاجرت از هم پاشید. گروه‌های دور از وطن ظهور کردند. گروه‌های سیاسی دیگر نمی‌توانند برای تأمین مالی این وظایف محول شوند؛ زیرا در همان زمان جدایی جامعه سیاسی و کلیسایی رخ داد (رجوع کنید به جدایی کلیسا و دولت). آسیب‌های بیشتری به کلیساها وارد شد: در پی انقلاب ۱۸۴۸ آلمان، بسیاری از خدمات مادی و شخصی مربوط به دارایی‌ها، یعنی ده‌ها و سایر پرداخت‌های پولی و مالی، و همچنین خدمات دستی شخصی، حذف شدند. صاحبان ثروت کلیسایی هیچ غرامت مستقیمی برای این کاهش درآمد از دارایی‌های خود دریافت نکردند.
در عوض، در مواجهه با این کاهش درآمد و سایر کاهش درآمد، حق مالیات بر کلیساها تحمیل شد تا خود را از دست دولت رهایی بخشند. به‌طور خاص، قانون اساسی رایش فرانکفورت (اف-آر-وی) قوانین مالیاتی کلیسا را به ایالت‌های جداگانه واگذار کرد، اما در عین حال محدودیت‌های حقوق اساسی خاصی را بر آنها اعمال کرد. این موارد به ویژه از حق عدم افشا طبق بخش ۱۴4 (2) اف-آر-وی و از شرط برابری مطابق با بخش ۱۴7 (2) پیوست ۱ اف-آر-وی پیروی کردند.
در سال ۱۸۲۷، پس از شکست در پروس، مالیات کلیسا در لیپ-دتمولد معرفی شد. این امر در سال ۱۸۳۱ توسط اولدنبورگ، در سال ۱۸۳۵ توسط استان‌های پروس راینلند و وستفالیا از طریق آیین‌نامه کلیسای رنیش-وستفالن، در سال ۱۸۳۸ توسط پادشاهی ساکسونی، در سال ۱۸۷۵ توسط دوک نشین بزرگ هسن، در سال ۱۸۸۸ توسط دوک نشین بزرگ هسن، در سال ۱۸۸۸ در بادن دنبال شد. ۱۸۹۲ توسط پادشاهی بایرن. در پروس، در دوره Kulturkampf طبق قانون سبد نان، برخلاف خواست صریح کلیسای کاتولیک در ۲۰. در ژوئن ۱۸۷۵ قانون مدیریت دارایی در کلیسای کاتولیک به تصویب رسید. ماده ۲۱، بند 7 تصریح کرد که شورای کلیسا، با موافقت شورای کلیسا، می‌تواند بودجه یا خدمات مورد نیاز برای «نیازهای کلیسا» را از عضوهای کلیسا تهیه کند. این انحراف از تأمین مالی معتبر قبلی از وجوه مالیاتی که توسط غیر مؤمنان نیز پرداخت می‌شد، گاهی اوقات به عنوان اولین ذکر مالیات کلیسا در قوانین پروس دیده می‌شود. با این حال، پروس فقط مالیات واقعی کلیسا را به معنای امروزی با قانون مربوط به دریافت مالیات کلیسا در کلیسای کاتولیک و انجمن‌های عمومی ۱۴ معرفی شد.
حاکمیت دولت در ابتدا به همه محله‌ها اعطا نشد و قرار نبود حق دائمی باشد؛ بنابراین، مالیات کلیسا به نوآوری دولت تنظیم شد و در اصل تنها به عنوان منبع کمک اضافی برای وظایف خاص شهرداری در نظر گرفته شده بود.
دولت نظارت دقیقی بر این حق حاکمیتی که اعطا کرده بود داشت. در اصل، مالیات فقط برای نیازهای جامعه خود فرد قابل دریافت است. اگر این نیازها زیاد بود، می‌توان نسبت به آن نرخ ارزیابی بالایی را نزد مقامات دولتی درخواست کرد؛ بنابراین چنین شد که در یک جامعه به هیچ وجه مالیات کلیسا دریافت نمی‌شد، در جامعه دیگر مالیاتی با ضریب ۴ درصد و در جامعه سوم با ضریب ۲۲ درصدی مثلاً. جماعت‌های ثروتمندتر اجازه نداشتند برای جبران خسارت به جماعت خواهر فقیرتر خود کمک کنند. با این حال، قانونگذار ایالتی ادغام چند شهرداری را در یک انجمن مالیاتی کلیسا پیش‌بینی کرد. در برلین، پس از سال ۱۸۹۵، همه جماعات پروتستان گرد هم آمدند تا انجمن مالیات کلیساهای محلی را تشکیل دهند؛ بنابراین، جامعه فردی از حاکمیتی که توسط دولت به انجمن محلی داده شده بود، دست کشید. اما به دور از همه شهرها که چنین ادغام‌هایی را پذیرفته بودند، بسیاری از خودمختاری مالی خود می‌ترسیدند؛ بنابراین قانون مالیات کلیسای ایالتی قانونی بود که تقریباً به‌طور کامل برای کلیسای محلی منفرد تنظیم شده بود.
مالیات کلیساهای کل ایالت با هدف دستیابی به تأمین مالی کلیساها و بر این اساس، جدایی قوی تر دولت از کلیسا، مانند سال ۱۸۸۷ در وورتمبرگ، ۱۹۰۵/۰۶ در پروس (نگاه کنید به بالا) و ۱۹۱۲ در پادشاهی بایرن معرفی شد.

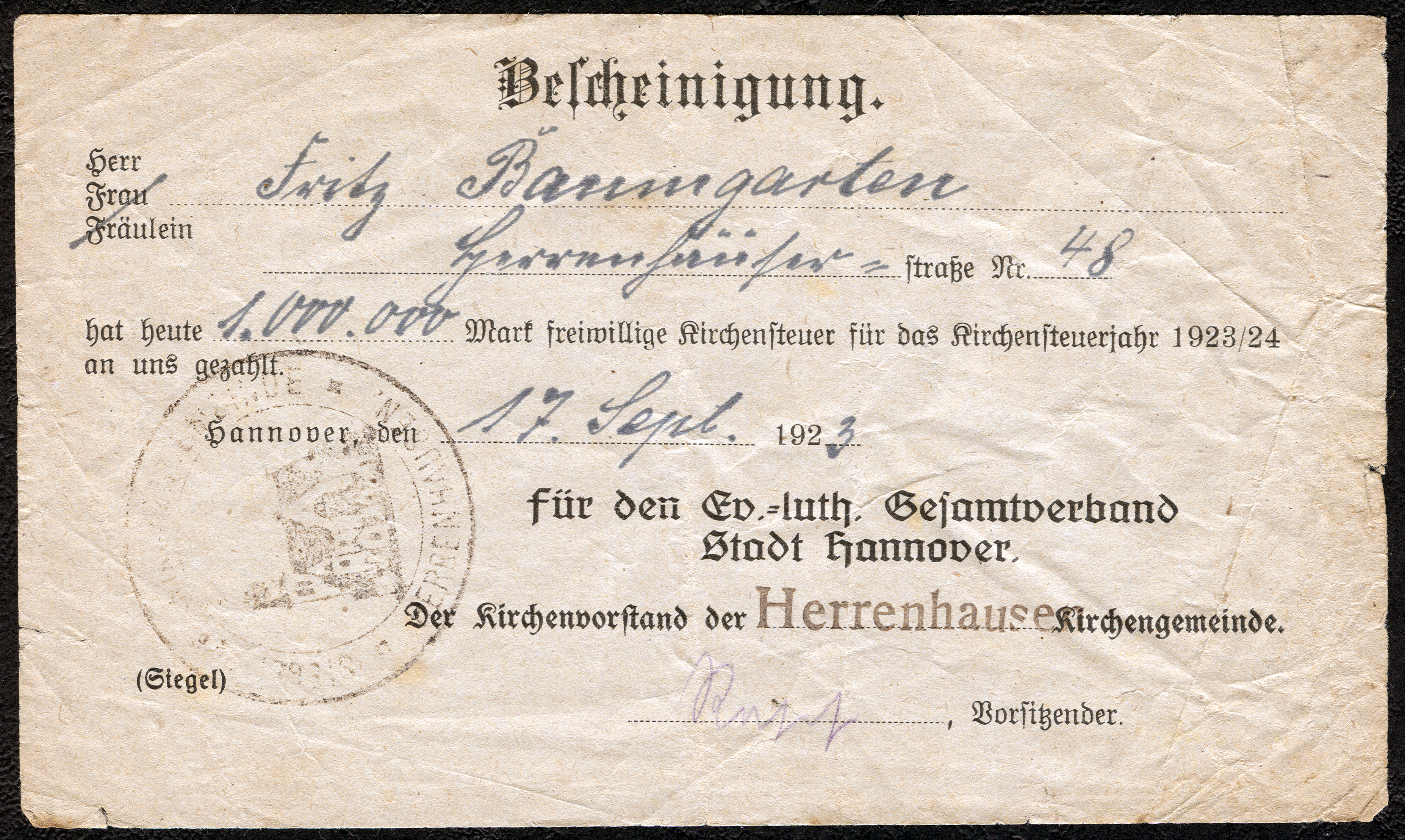
گواهی پرداخت ۱۹۲۳ محله هرنهاوزن در زمان ابرتورم در جمهوری وایمار

### جمهوری وایمار
در سال ۱۹۱۹، مالیات کلیسا در قانون اساسی وایمار شد. بند ۶ ماده ۱۳۷ می‌گوید:
"جوامع مذهبی، که نهادهای حقوق عمومی هستند، به دلیل لیست مالیات بورژوایی مطابق قانون‌های ایالتی، حق پرداخت مالیات را دارند.
در واقع، در سال‌های پس از آن، قانون “ رایش در سال ۱۹۱۹ و قوانین ایالتی، جمع‌آوری مالیات کلیسا را به دولت معرفی کردند.

### زمان حکومت ناسیونال سوسیالیست
رایش کنکوردات در سال ۱۹۳۳ بین رایش آلمان و مقر مقدس، مانند کنکوردات بادن، کنکوردات بایرن (۱۹۲۴) و کنکوردات پروس که در طول جمهوری وایمار منعقد شد، همچنان به کلیسای کاتولیک حق دریافت مالیات کلیسا را تضمین می‌کرد. در حالی که ایدئولوگ‌های نازی می‌خواستند نفوذ کلیساها را مهار کنند (ر.ک. Kirchenkampf)، مالیات کلیسا در ابتدا دست نخورده باقی ماند. در سال ۱۹۳۴، ناسیونال سوسیالیست‌ها جمع‌آوری مالیات کلیسا توسط کارفرمایان را به عنوان یک وظیفه «دولتی» معرفی کردند که از اول ژانویه ۱۹۳۴ به اجرا درآمد. ژانویه ۱۹۳۵ با دریافت مالیات کلیسا به‌طور یکسان از مالیات دستمزدی که از سال ۱۹۲۰ توسط کارفرما از طرف دولت جمع‌آوری شده بود. کارت مالیات بر درآمد به گونه ای گسترش یافته‌است که ورودی «مذهب» را در بر می‌گیرد. فقط به ۱. در ۱ دسامبر ۱۹۴۱، دولت رایش طبق قانون تصمیم گرفت از کمک دولت در جمع‌آوری مالیات کلیسا امتناع کند، اما درج در کارت مالیات دستمزد باقی ماند. به عنوان مثال، در سال ۱۹۴۳، این امر باعث شد که مالیات کلیسا در بایرن دوباره از طریق دفاتر مالیات کلیساهای جداگانه دریافت شود. قبل از سال ۱۹۴۵، هزینه برای هر نفر و سال حدود دو تا سه مارک بود. این مبالغ توسط خود کلیساها جمع‌آوری شد.

### دی دی آر
در جمهوری دموکراتیک آلمان(آلمان شرقی)، قانون اساسی سال ۱۹۴۹ در بند ۲ ماده ۴۳ ابتدا به گروه‌های مذهبی بر اساس قوانین عمومی این حق را اعطا کرد که بر اساس فهرست مالیات ایالتی طبق قانون‌های عمومی از عضوهای خود مالیات دریافت کنند. این با قانون‌های قبلی قانون اساسی امپراتوری وایمار مطابقت داشت. با این حال، از اواسط دهه ۱۹۵۰، اداره‌های مالیاتی دیگر اجازه نداشتند داده‌های مالیاتی را که مالیات کلیسا بر آن استوار بود در اختیار گروه‌های مذهبی قرار دهند. سپس درآمد مربوطه توسط مقامات مالیاتی کلیسا به دلیل عدم وجود اسناد برآورد شد. با دستور بخشنامه ای از وزارت دادگستری جمهوری دموکراتیک آلمان مورخ ۱۰ فوریه ۱۹۵۶، اعدام اجباری به دلیل کمک‌های احزاب، سازمان‌های توده ای و گروه‌های مذهبی نیز غیرقابل قبول اعلام شد. در نتیجه، کلیساها دیگر گزینه ای برای اجرای پرداخت مالیات کلیسا در دادگاه و گرفتن اجباری آنها نداشتند. بنابراین مالیات کلیسا به کمک مالی عضوهای کلیسا بر اساس پرداخت‌های داوطلبانه تبدیل شد. همه اینها در مرحله ای اتفاق افتاد که در آن مسیحیان و کلیساها با دستگاه دولتی جمهوری دموکراتیک آلمان مواجه شدند.
با این حال، مالیات کلیسا منحصراً طبق قانون‌های داخلی کلیسا دریافت می‌شد. اصطلاح مالیات کلیسا نیز حفظ شد. نرخ مالیات کلیسا نسبتاً پایین بود و بر اساس درآمد خالص گزارش شده توسط خود محله مالیات دهنده بود.
در قانون اساسی دوم جمهوری دموکراتیک آلمان در سال ۱۹۶۸، بند ۲ ماده ۳۹ در مورد کلیساها و گروه‌های مذهبی دیگر حاوی بیانیه ای در مورد حق مالیات نبود.

### جمهوری فدرال آلمان
قانون اساسی برای جمهوری فدرال آلمان در سال ۱۹۴۹ با Art. 140 قانون‌های وایمار. پس از اینکه کلیساها در گذشته خودشان کمک‌های خود را جمع‌آوری کرده بودند، پس از پایان اصلاحات ارزی برای کلیساها، این کمک‌ها توسط دولت جمع‌آوری شده‌است. هر ایالت فدرال معاهده ایالتی خود را با گروه‌های مذهبی به رسمیت شناخته شده دارد.
گفتگو در مورد مشروعیت مالیات کلیسا در جمهوری بی‌دین آلمان هنوز در دهه ۱۹۹۰ یک تابو سیاسی محسوب می‌شد. با این وجود، حداکثر از سال ۱۹۶۹، گفتگوهای عمومی مکرر در آلمان در مورد مشروعیت و دامنه مالیات کلیسا مطرح شده‌است. علاوه بر مسئله استانداردسازی مبالغ مختلف در هر کشور که بین هشت تا ده درصد است، از اواسط دهه ۱۹۶۰ چندین اختلاف حقوقی اساسی وجود داشته‌است. در سال ۱۹۶۵، پس از یک اختلاف حقوقی یازده ساله بر سر اصل تقسیم نیمه، دادگاه قانون اساسی فدرال، رویه ای را که تا آن زمان لازم الاجرا بود، خلاف قانون اساسی اعلام کرد. بر این اساس، یک شوهر غیر مذهبی باید برای همسرش که متعلق به کلیسا بود، اما درآمدی نداشت، مالیات کلیسا می‌پرداخت. بر اساس اصل تقسیم نیمه، کلیساها تا کنون زنان خانه‌دار را نصف درآمد شوهر تعیین می‌کردند و بنابراین نیمی از درآمد او را برای ارزیابی مالیات کلیسا استفاده می‌کردند. در همان زمان، دادگاه قانون اساسی فدرال حکم داد که فقط یک فرد، اما نه یک شخص حقوقی مانند یک شرکت سهامی، می‌تواند عضو کلیسا باشد. در نتیجه این تصمیم، مالیات به اصطلاح ساختمان کلیسا که در گذشته از شرکت‌های بادن گرفته شده بود، دیگر قابل دریافت نبود. از سال ۱۹۶۷ تا ۱۹۹۱، درآمد مالیاتی کلیساهای بزرگ از ۳ به ۱۵٫۲ میلیارد مارک پنج برابر شد.
از دهه ۱۹۷۰، گفتگوهای بسیاری بین دولت و کلیساها در مورد میزان و دامنه مالیات کلیسا وجود داشته‌است. در سال ۱۹۷۴، اف-دی-پی قطعنامه «کلیسای آزاد در یک ایالت آزاد» را در کنفرانس حزب فدرال خود تصویب کرد. در یکی از این مطالبات آمده‌است: «پرداخت‌های دولتی به کلیساها براساس قانون، قرارداد یا عناوین قانونی خاص باید بازخرید شود. این تصمیم هیچ ضمانت اجرایی نداشت.
در سال ۱۹۸۵ بین کلیساها و وزرای دارایی ایالت‌های فدرال در مورد «بازپرداخت هزینه‌های اداری» که توسط ایالت‌های فدرال هنگام جمع‌آوری مالیات‌ها متحمل شده بود، اختلاف نظر وجود داشت. اون موقع ۳ درصد بود به ۴٫۵٪ از مالیات کلیسا کسر شده‌است. حجم مورد مناقشه در سال جاری به حدود ۳۳۰ میلیون مارک رسید. با اتحاد مجدد، قانون مالیات کلیسا دوباره در قلمرو سابق جمهوری دموکراتیک آلمان معتبر شد، که بسیاری از آلمان شرقی را عصبانی کرد.
در دهه ۱۹۹۰، نقد از مالیات کلیسا افزایش یافت. در سال ۱۹۹۴، نوربرت بلوم، وزیر کار فدرال و کاتولیک، مالیات کلیسا را پس از اینکه از اینکه اسقف‌های کاتولیک به شدت با مدل او که قربانی کردن تعطیلات کلیسا را به عنوان بخشی از اصلاحات پیش‌بینی می‌کرد، به شدت مخالفت کرده بودند، آزرده بود، به گفتگو گذاشت. بلوم در این زمینه توضیح داد:
«سیستم مالیاتی کلیسا به اندازه برخی از اسقفها معتقد نیست».
در سال ۲۰۰۱، دو کلیسای بزرگ حدود ۱۷ میلیارد مارک در سال از طریق مالیات کلیسا از عضوهای خود دریافت کردند، حدود ۸ میلیارد مارک برای پروتستان‌ها و حدود ۹ میلیارد مارک برای کاتولیک‌ها.
اکهارد ناگل، رئیس ۳۰. کنگره کلیسای انجیلی آلمان در سال ۲۰۰۵، گفتگو دیگری را در مورد لغو مالیات کلیسا در سال ۲۰۰۵ به راه انداخت. او خواستار آن شد که گروه‌های بزرگ مذهبی باید در درازمدت بدون کمک‌های دولتی زندگی کنند. پس از اینکه سایر نمایندگان کلیسا با وحشت به این بیانیه واکنش نشان دادند، او بیانیه خود را در چشم‌انداز قرار داد و توضیح داد که اضافه کردن مالیات کلیسا ضروری است، مانند مدل‌های جدید پایه یا هزینه کلیسا، که در گذشته در برخی از ایالت‌های فدرال وجود دارد. یکی از نمایندگان جنبش مردمی کلیسای کاتولیک «ما کلیسای هستیم» ابتکار ناگل را «شایان توجه» دانست. „Es ist gut, dass Herr Nagel dieses Tabu gebrochen hat“ او در واقع فقط آشکارا اظهار داشت که با توجه به اصلاحات مالیاتی، مالیات کلیسا لزوماً در دراز مدت تضمین نمی‌شود.
در سال ۲۰۱۲، دادگاه اداری فدرال حکم داد که خروج صرف از مالیات کلیسا، اما نه از کلیسای کاتولیک به عنوان یک جامعه مذهبی، در آلمان امکان‌پذیر نیست. قضاوت یک تصمیم اساسی تلقی می‌شود. در آن زمان، سالانه بیش از ۱۰۰۰۰۰ نفر در آلمان کلیسای کاتولیک را ترک می‌کردند. مشکل مربوطه در زمینه تنش بین کلیسا و قانون مالیات در گذشته موضوع گزارش رسانه‌ها در سال ۱۹۷۴ بود. در این میان، با فرمان عمومی کنفرانس اسقفان آلمان در ۱۵. مارس ۲۰۱۱ (از سپتامبر ۲۰۱۲) تصریح کرد که کاتولیک‌هایی که کلیسا را ترک می‌کنند از آیین‌های مقدس کلیسا مستثنی هستند و اجازه ندارند در مناصب کلیسا حضور داشته باشند.
در سال ۲۰۱۹، دادگاه اداری برلین حکم داد که عضویت در کلیسا که از طریق غسل تعمید نوزاد به دست می‌آید، ادامه می‌یابد حتی اگر هر دو والدین در جوانی کلیسا را ترک کنند. در پرونده مورد گفتگو، یک زن ۶۶ ساله که بدون مذهب بزرگ شده بود و هرگز به کلیسا نرفته بود، شامل مالیات کلیسا اعلام شد و باید به مدت دو سال مالیات کلیسا را به صورت ماسبق بپردازد.

## وضعیت فعلی

### مبانی قانونی برای جمع‌آوری مالیات کلیسا
الزامات قانونی برای دریافت مالیات برای گروه‌های مذهبی و اعتقادی عبارتند از:
1. به رسمیت شناختن یک جامعه/سازمان مذهبی و فلسفی به عنوان یک شرکت تحت قوانین عمومی
2. تصمیمات مالیاتی ارگانهای مسئول (مانند روسپیتریها در کلیسای انجیلی در راینلند، شورای ایالتی در کلیسای دولتی پروتستان فالتس)، در کلیسای کاتولیک، شوراهای مالیاتی کلیساهای اسقف‌ها (طاق) مربوطه، هیئت رئیسه یک جامعه ایدئولوژیک
3. تصویب قوانین مالیاتی گروه‌های یا سازمانهای مربوطه توسط پارلمانهای ایالتی مربوطه
4. عضویت فرد شامل مالیات در کلیساهای مسیحی، این با غسل تعمید آغاز می‌شود. از طریق اعلام خروج از کلیسا، بسته به ایالت فدرال در دادگاه منطقه یا اداره ثبت، عضویت و در نتیجه بدهی مالیاتی منقضی می‌شود.

در اصل، مالیات کلیسا جهت اداره کلیسا است. با این حال، کلیساها این گزینه را دارند که اداره مالیات کلیسا را به مقامات مالی دولتی منتقل کنند که تا کنون به‌طور منظم انجام شده‌است. گروه‌های مذهبی برای اداره مالیات کلیسا توسط مقامات مالی ایالتی هزینه اداری به ایالت‌های فدرال مربوطه می‌پردازند.
با قانون اصلاح مالیات شرکت‌ها ۲۰۰۸ از ۱۴. آگوست ۲۰۰۷، قانون مالیات سالانه ۲۰۰۸ از ۲۰. دسامبر ۲۰۰۸ و BeitrRLUmsG از ۷ دسامبر ۲۰۱۱، از رویه‌های مربوط به کسر مالیات کلیسا بر مالیات بر دستمزد و مالیات تکلیفی به گونه ای توسعه یافت که اداره مالیات مرکزی فدرال، به عنوان یک مقام فدرال، اکنون در اداره مالیات کلیسا نیز مشارکت دارد (به بند ۱۰٫۱ مراجعه کنید).).

### قوانین مالیاتی کلیسای ایالتی
ایالت‌های فدرال مجزا قوانین مالیاتی کلیسا و احکام مالیاتی کلیسا خود را وضع کرده‌اند، عمدتاً با همان محتوا، که مسئولیت مالیات کلیسا، نرخ مالیات کلیسا و مسائل اداری را تنظیم می‌کند.

### نرخ مالیات
نرخ مالیات کلیسا در حال حاضر (۲۰۱۹) در بایرن و بادن-وورتمبرگ ۸٪ است، در سایر ایالت‌های فدرال ۹ درصد مالیات بر درآمد اساسی ارزیابی مالیات کلیسا، مالیات بر درآمد ارزیابی شده و کسر شده‌است. از امکانی که توسط قوانین مالیات کلیسا ایالت‌های فدرال برای محاسبه مالیات کلیسا به‌طور مستقیم از درآمد شامل مالیات ارائه می‌شود، استفاده نمی‌شود. آیا فرزندان باید در نظر گرفته شوند یا درآمد شامل مالیات (zvE) شامل درآمد حاصل از عملیات تجاری یا درآمدی است که به اصطلاح روش درآمد جزئی شامل مالیات، zvE و مالیات بر درآمد حاصله طبق § 51a بند 2 EStG برای اهداف مالیات کلیسا که باید جداگانه محاسبه شود.
مالیات کلیسا نیز با ۸ یا ۹ درصد در مالیات بر عایدی سرمایه در نظر گرفته می‌شود. هنگام محاسبه مالیات کلیسا برای مالیات بر عایدی سرمایه، در گذشته در نظر گرفته شده‌است که مالیات کلیسا اساسی ارزیابی مالیات بر درآمد را به همان روش کسر هزینه ویژه کاهش می‌دهد. مالیات بر عایدی سرمایه و مالیات کلیسا.
قانون مالیات کلیسا در اکثر ایالت‌ها (به استثنای: بایرن) و قانون‌های مربوط به اکثر کلیساهای منطقه ای انجیلی و اسقف نشین‌های کاتولیک رومی (طاق) به عضوهای کلیسا اجازه می‌دهد تا مالیات کلیسا را «سرپوش» بگذارند. در مورد درآمدهای بالا که بالاتر از آستانه به اصطلاح سقفی هستند، این امر مالیات کلیسا را به ۲٫۷۵ تا ۳٫۵ درصد از درآمد شامل مالیات محدود می‌کند. در اکثر کشورها، محدودیت‌ها به صورت رسمی انجام می‌شود: اداره مالیات مطلوب‌ترین قانون‌های را برای کسانی که شامل مالیات کلیسا هستند در نظر می‌گیرد. در برلین، بادن-وورتمبرگ، هسن، نوردراین-وستفالن، راینلاند-فالتز و زارلند، سقف فقط در صورت درخواست اعطا می‌شود.
در مناطقی، مالیات کلیسا از املاک و مستغلات نیز دریافت می‌شود (به عنوان مثال ۱۰٪ از مبلغ مالیات بر دارایی) است.

### حقوق کلیسا
علاوه بر این، برای افرادی که مالیات داخلی نمی‌پردازند، هزینه کلیسای عمومی محلی، و برای ارزیابی مشترک با همسری که شامل مالیات کلیسا نیست، هزینه کلیسایی ویژه ای دارد. هزینه کلیسا برای اولین بار در آلمان بین سال‌های ۱۹۲۸ و ۱۹۳۵ معرفی شد. معرفی نهایی آن در پایان دهه ۱۹۶۰، پس از آن که دادگاه قانون اساسی فدرال در سال ۱۹۶۵ در مورد اصل تقسیم نیمی رای داد، نگرانی‌هایی را از سوی مقامات حفاظت از داده‌ها و انجمن مالیات دهندگان برانگیخت.
در بایرن، هزینه کلیسا به عنوان شکل خاصی از مالیات کلیسا توسط انجمن‌های مالیاتی محلی دریافت می‌شود - این محله‌ها به عنوان شرکت‌های عمومی هستند. قانون‌های مربوطه برای اسقف‌های بایرن صادر شد که جمع‌آوری هزینه‌های کلیسا را در ماده ۲۰ به بعد تنظیم می‌کند. احتمالاً پرداخت مالیات کلیسا یک تعهد قانونی است، اما به دلیل پایین بودن مبلغ هزینه کلیسا، اداره کلیسا آن را دریافت نمی‌کند، بلکه در عوض از عضوهای کلیسا می‌خواهد که به تعهد (قانونی) خود عمل کنند.
اداره اسقف کاتولیک اسقف هیلدسهایم در نیدرزاکسن نیز از ۲۱ دسامبر ۲۰۰۹ بر اساس قانون تجدید نظر در قانون مالیات کلیسا در منطقه ایالت نیدرزاکسن، هزینه کلیسای محلی را برای کلیساها وضع می‌کند. عضوهای محله از طریق اطلاعیه سالانه مربوطه از هزینه‌های کلیسا مطلع می‌شوند، در حالی که دریافت کنندگان کمک هزینه بیکاری II (هارتز ۴) و کمک‌های اجتماعی، دانشجویان، دانش آموزان، کارآموزان، سربازان و افرادی که خدمات اجتماعی انجام می‌دهند از پرداخت معاف هستند. پرداخت‌های مربوط به هزینه کلیسا به عنوان هزینه ویژه کاملاً کسر مالیات است.
کسانی که شامل مالیات کلیسا و هزینه‌های کلیسا هستند بسته به درآمد خود را طبقه‌بندی می‌کنند و سالی یک بار تا ۱۱۵ یورو انتقال می‌دهند. برای رساندن نیاز به این درآمد، که رسماً بخشی از مالیات کلیسا است، حقوق کلیسا از پروژه‌های ثابتی بهره‌مند می‌شود که در مورد آنها، رئیس‌جمهور به مالیات دهندگان کلیسا اطلاع می‌دهد.

### مالیات کلیسا برای عضویت کلیسا که همه سال نیست
پس از خروج از کلیسا، بدهی مالیاتی کلیسا در پایان ماهی که کلیسا را ترک می‌کنید یا بسته به کشور، یک ماه بعد پایان می‌یابد. با این حال، کل سال عضویت در کلیسا ممکن است منجر به مالیات کلیسا شود. فقط میزان مالیات کلیسا بستگی به مدت زمانی دارد که در سال مورد نظر شامل مالیات کلیسا بوده‌اید. این را می‌توان با این واقعیت توضیح داد که مالیات کلیسا از مالیات بر درآمد سالانه محاسبه می‌شود. در سال عزیمت، مالیات کلیسا همان‌طور که در قانون مالیات کلیسا در ایالت فدرال نوردراین-وستفالن توضیح داده شده محاسبه می‌شود: „Besteht die Kirchensteuerpflicht nicht während des ganzen Kalenderjahres, wird für jeden Kalendermonat, in dem die Kirchensteuerpflicht gegeben ist, je ein Zwölftel des Betrages erhoben, der sich bei ganzjähriger Kirchensteuerpflicht als Jahressteuerschuld ergeben würde. “ این بدان معنی است که شخصی که در طول دوره مالیات کلیسا هیچ درآمدی نداشته‌است، اگر هنوز درآمد شامل مالیات بر درآمد در همان سال تقویمی پس از پایان بدهی مالیات کلیسا خود داشته باشد، همچنان باید مالیات کلیسا را بپردازد.

## جمع‌آوری مالیات کلیسا توسط ایالت

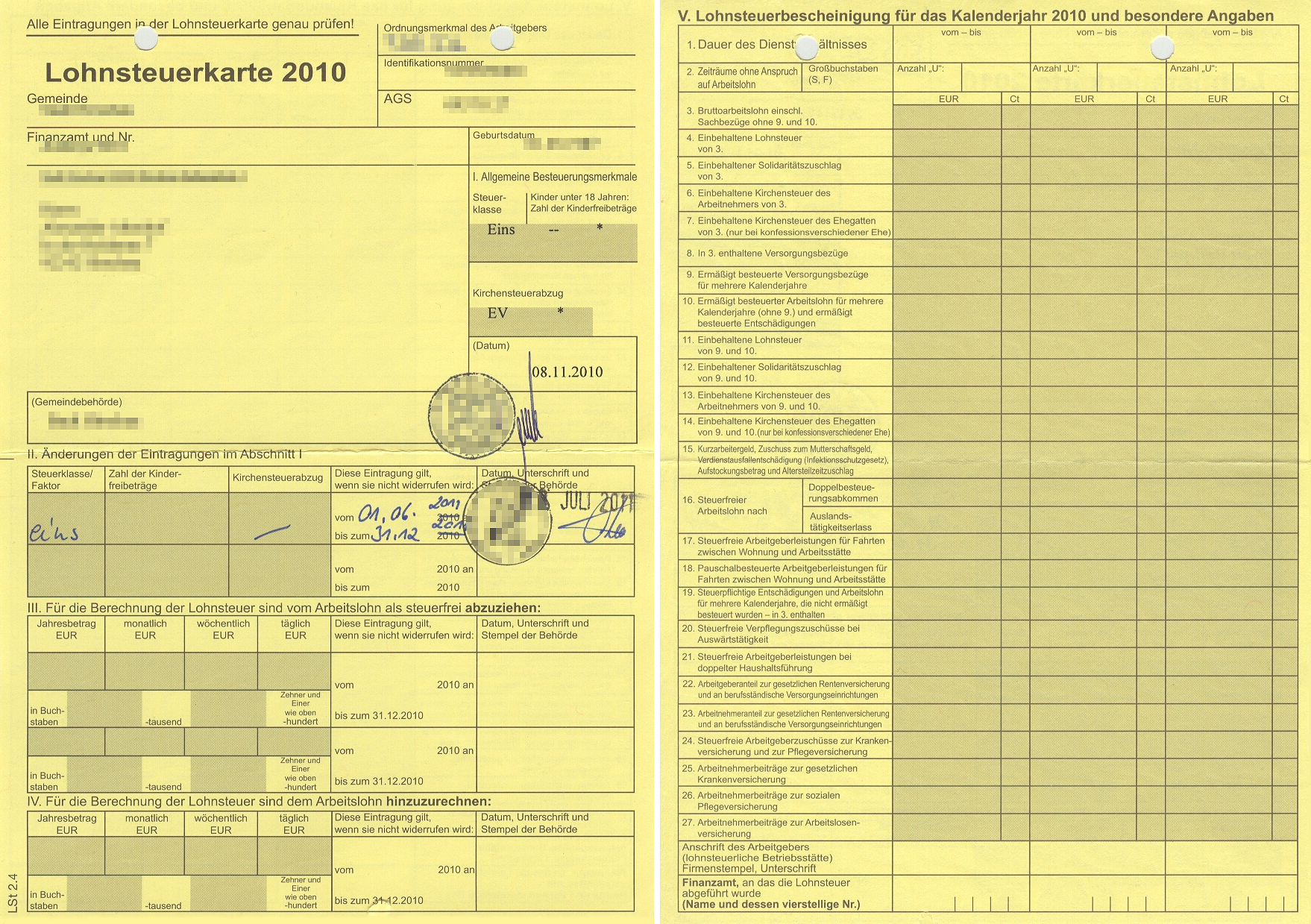
در این نمونه تصویری از کارت مالیات بر درآمد، کسر مالیات کلیسا به دلیل ترک کلیسای انجیلی (EV) متوقف شد.

کلیساها و سازمان‌های زیر در حال حاضر از امکان دریافت مالیات کلیسا توسط ارگان‌های دولتی استفاده می‌کنند:
- کلیساهای عضو EKD ; شناسه نام: "ev" (کد "۶۱" هنگام ثبت نام برای مالیات بر درآمد)[۲۹]
- اسقف نشین‌های کلیسای کاتولیک روم؛ شناسه نام: "rk" (کد "۶۲")
- اسقف کاتولیک کاتولیک‌های قدیمی در آلمان؛ شناسه نام: "ak" (کد "۶۳")
- گروه‌های مذهبی آزاد (گروه‌های منطقه ای بادن، ماینز، آفن باخ و پالاتینات)
- جامعه مذهبی واحد پروتستان‌های آزاد
- گروه‌های یهودی ("مالیات فرقه")
- جامعه مذهبی آزاد Alzey در Rheinhessen (جامعه انسانی پروتستان‌های آزاد) (پروتستان‌های آزاد)

ایالت‌های فدرال ۲ متفاوت نگه می‌دارند % (بایرن) تا ۴٫۵٪ (در زارلند) درآمد مالیاتی کلیسا، معمولاً ۳٪.

## جمع‌آوری مالیات کلیسا توسط محله
کلیساهای زیر در هامبورگ که طبق قوانین عمومی شرکت‌هایی هستند، مالیات کلیسا خود را مطابق با § دریافت می‌کنند. بند ۸ ۱ خود HmbKiStG:
- کلیسای اصلاح شده انجیلی در هامبورگ،
- کلیسای دریایی دانمارکی در هامبورگ،
- جماعت منونیت در هامبورگ و آلتونا

محله زیر در برلین با قانون اساسی خود در کلیسای دولتی برلین-براندنبورگ مالیات کلیسا خود را مطابق با § جمع‌آوری می‌کند. ۱ خود KiStG-Berlin:
- کلیسای فرانسوی در برلین (جامعه هوگونوهای اصلاح شده فرانسوی)

## چشم پوشی از دریافت مالیات کلیسا
انتخاب زیر گروه‌های مذهبی و ایدئولوژیکی را فهرست می‌کند که شرکت‌هایی تحت قوانین عمومی در سراسر آلمان یا ایالت‌های فدرال منفرد هستند و بنابراین حق دریافت مالیات کلیسا را دارند، اما با این وجود مالیات کلیسا را دریافت نمی‌کنند:

### گروه‌های مذهبی
- جامعه مسلمانان احمدیه (به عنوان یک شرکت عمومی در هسن و هامبورگ شناخته می‌شود)
- جامعه علوی در آلمان (به عنوان یک شرکت عمومی در ایالت‌های مختلف فدرال شناخته می‌شود)
- گروه کاری جماعات منونیت در آلمان و اجتماعات آنها؛ استثنا: جماعت منونیت در هامبورگ و آلتونا، s. O.
- شورای ملی روحانی بهائیان در آلمان
- فدراسیون کلیساهای آزاد انجیلی
- فدراسیون کلیساهای انجیلی آزاد در آلمان
- فدراسیون کلیساهای پنطیکاستی کلیسای آزاد
- علم مسیحی
- جامعه مسیحی
- کلیسای متحد متدیست
- ارتش نجات
- کلیسای عیسی مسیح مقدسین آخرالزمان (مورمون‌ها)
- کلیسای حواری جدید
- کلیسای لوتری انجیلی مستقل (SELK)
- ادونتیست‌های روز هفتم
- کلیساهای ارتدکس
- شاهدان یهوه

### گروه‌های جهان بینی
- اتحادیه برای آزادی فکر بایرن
- انجمن اومانیست در بایرن، نیدرزاکسن و نوردراین-وستفالن و اومانیست بادن-وورتمبرگ

انجمن‌های اجتماعی، کلیساها و گروه‌های ایدئولوژیک ذکر شده، کار خود را از طریق حق عضویت داوطلبانه تأمین مالی می‌کنند.

## مالیات کلیسا به عنوان یک نسخه ویژه
مالیات پرداختی کلیسا مطابق § بند § ۱ نه 4 EStG به عنوان هزینه ویژه از کل درآمد کسر می‌شود. وزارت دارایی فدرال کسری مالیات حاصل را برای سال ۲۰۱۸ ۳٫۸۸ اعلام کرد میلیارد پیش‌بینی یورو (۲۶. گزارش یارانه دولت فدرال، ۲۳. اوت ۲۰۱۷). برای سال ۲۰۱۸، کلیساها ۱۲٫۴ میلیارد دریافت کردند یورو به عنوان درآمد رکورد گزارش شده‌است، که از نظر حسابی به این معنی است که حدود ۱/۳ مالیات سالانه کلیسا توسط عموم مردم، از جمله کسانی که شامل مالیات کلیسا نیستند، با برداشت از بودجه مالیاتی مشترک پرداخت می‌شود.

## مالیات کلیسا توسط کارفرما نیز برای افراد غیر عضو
در مورد مالیات مقطوع، کارفرما نرخ ثابت ۲، ۲۰ یا %۲۵ را پرداخت می‌کند. مالیات (§ 40a EStG). اگر کارفرما از قبل مخالفت نکند، صرف نظر از عضویت گیرنده یا کارآفرین، نیمی از مالیات کاتولیک و نیمی از مالیات کلیسای پروتستان دریافت می‌شود. اعتراض تنها در صورتی امکان‌پذیر است که ذینفع عضو کلیسا نباشد و کارفرما بتواند این موضوع را ثابت کند. (BFH, 30. نوامبر 1989 - IR ۱۴/۸۷، BStBl II 1990، ۹۹۳).

## رسیدهای مالیات کلیسا و اهمیت آنها برای بودجه کلیسا
در سال ۲۰۰۴، درآمد مالیات کلیسا در آلمان عبارت بود از:
- کلیسای کاتولیک: ۴٬۱۵۸٫۰ میلیون یورو[۳۲]
- کلیسای انجیلی: ۳٬۶۸۹٫۰ میلیون یورو[۳۳]
- کلیسای کاتولیک قدیمی: ۲٫۹ میلیون یورو[۳۴]

بسته به واحد کلیسا، درآمد حاصل از مالیات کلیسا بین ۶۰ و ۸۵ درصد از خانوار مربوطه است.

## مالیات کلیسا در نقد
مالیات کلیسا (به عنوان مالیات ضمیمه) شناخته شده‌ترین شکل تأمین مالی کلیساها در آلمان است و به دلایل مختلف مورد نقد قرار گرفته‌است. این نقد هم به مالیات به عنوان ابزاری برای تأمین مالی کلیسا اشاره می‌کند و هم به تعدادی از تأثیرات آن و پیامدهای مدیریت آن در فضای ایالت و کلیسا اشاره دارد. این نقد شامل سایر پرداخت‌های دولتی به کلیساها نیز می‌شود.

### نقد از منظر قانون کلیسای دولتی
در جمهوری فدرال آلمان، مالیات کلیسا در سال ۱۹۷۳ در نتیجه " تزهای فرایبورگ " Freie Kirche im Freie Staat از به اصطلاح "کاغذ کلیسا" حزب دموکرات آزاد آلمان مورد گفتگو قرار گرفت، زیرا حزب خواستار جدایی از دولت و کلیسا و در نتیجه جایگزینی جمع‌آوری مالیات کلیسای دولتی با سیستم مشارکت کلیسا درخواست شد. این مطالبات به شکل ضعیف شده هنوز در برنامه اف-دی-پی یافت می‌شود. مواضع مشابهی در گذشته توسط حزب اتحاد ۹۰/سبزها تدوین شده بود. چپ (آلمان) نیز لنگر انداختن مالیات کلیسا در قانون اساسی و دریافت آن توسط دولت را رد می‌کند. خارج از سیاست، اتحادیه بین‌المللی غیر مذهبی‌ها و ملحدان ه. V. (IBKA)، اتحادیه اومانیست‌ها و انجمن انسان گرایان آلمان مالیات کلیسا را رد کردند.
- علیرغم اینکه در قانون اساسی ذکر شده‌است، امتیاز مالیات کلیسا با جدایی دولت از کلیسا که در قانون اساسی نیز آمده‌است، یعنی بی‌طرفی ایدئولوژیک دولت در تضاد است.
- حق حاکمیت کلیساها، به عنوان شرکت‌های تحت قوانین عمومی، برای وضع مالیات، تبعیض علیه سایر گروه‌های مذهبی و ایدئولوژیک است که یا نمی‌توانند این وضعیت را کسب کنند یا به دلایل اعتقادی نمی‌خواهند این وضعیت را کسب کنند. با این حال، این نقد با این واقعیت مخالف است که وضعیت ذکر شده برای سایر گروه‌های نیز باز است.
- ارتباط مالیات کلیسا با دستمزد و مالیات بر درآمد مستلزم آن است که همه کارمندان وابسته وضعیت مذهبی خود را در کارت مالیات دستمزد نشان دهند. این به عنوان نقض آزادی مذهبی منفی تلقی می‌شود.
- § ۱۰ بند ۱ شماره 4 EStG کسر مالیات نامحدود مالیات کلیسا را که به عنوان هزینه ویژه پرداخت می‌شود، مجاز می‌سازد. بر اساس گزارش یارانه دولت فدرال، هدف این امر «نفع گروه‌های مذهبی و گروه‌های مذهبی شناخته شده‌است که به دلایل کلیسایی-سیاسی و اجتماعی-سیاسی با آنها برابری می‌کنند». بر اساس این نقد، گروه‌های مذهبی که مالیات کلیسا را وضع می‌کنند، باید بر سایر گروه‌های اجتماعی که در قانون اساسی مرتبط هستند، مانند احزاب و اتحادیه‌های کارگری، اولویت داده شوند. کمک‌های مالی و حق عضویت به این سازمان‌ها البته تا ۲۰ می‌باشد ٪ از درآمد ناخالص سالانه کسر شده با همان اثر و در نتیجه یارانه پرداخت می‌شود (نگاه کنید به § 10b (1) EStG).
- کسر مالیات کلیسا و معافیت مالیاتی مربوط به آن توسط دولت نشان دهنده یارانه قابل توجهی برای عضوهای کلیسا و بنابراین به‌طور غیرمستقیم برای کلیسا، برای مثال، برای سال ۲۰۰۷، تقریباً ۳۳ درصد است. درآمد مالیات کلیسا

ارقام سال ۲۰۰۷:
کل درآمد مالیات کلیسا در آلمان: ۹۰۰۲٫۹۴ میلیون یورو
که توسط عضوهای کلیسا پرداخت می‌شود: ۵۹۵۲٫۹۴ میلیون یورو (۶۷٫۱٪)
که از طریق کاهش مالیات بر درآمد به عهده پول مالیات دهندگان عمومی است: ۲۹۶۰ میلیون یورو (32.9%)
کلیسا با این نقد مخالفت می‌کند و می‌گوید که کار کلیسا تا حد زیادی به نفع افراد غیر مذهبی یا عضوهای سایر گروه‌های مذهبی است و تأثیر آن محدود به اعضا نیست.
- مالیات «ساختی» کلیسا: تا سال ۲۰۰۴، همه دریافت کنندگان مزایای بیکاری، کمک بیکاری، بازنشستگی پیش از موعد و کمک هزینه نگهداری، و همچنین مزایای کار کوتاه مدت و مزایای آب و هوا، از جمله دریافت کنندگان غیر فرقه ای، از مزایای بیکاری کسر می‌شدند. به میزان مالیات کلیسا «ساختی» متحمل شده‌است. با این حال، این مبلغ به نفع کلیساها نبود. منتقدان این را «ترکیبی از دولت و کلیسا» می‌دانستند، زیرا «مالیات معوقه کلیسا» به‌عنوان «کسر مشترک از پاداش» توصیف می‌شد. فقط با قانون‌های جدید ALG II از ۱. در ژانویه ۲۰۰۵، این قانون حذف شد.

درسال‌های اخیر(۲۰۲۲) تردیدهای جدیدی مطرح شده‌است - نه در مورد مالیات کلیسا به‌طور کلی، بلکه در مورد اشکال فردی جمع‌آوری. از یک سو، این امر در مورد مالیات دستمزد کلیسا (بخشی از روش ELStAM) و از سوی دیگر، در مورد مالیات کلیسا بر مالیات تکلیفی نهایی (KIStA) اعمال می‌شود. ادعای طراحی غیرقانونی این رویه، که در چارچوب آن دخالت اداره مالیات مرکزی فدرال نیز مورد نقد قرار می‌گیرد، همچنان مفتوح است. شفاف سازی قضایی در این مورد همچنان در انتظار است.

### نقد از دیدگاه کلیسای داخلی
نکات نقدی زیر نیز توسط گروه‌های کلیسا ذکر شده‌است:
- ماهیت مالیاتی این منبع مالی این واقعیت را پنهان می‌کند که این حق عضویت شخصی برای یک جامعه مذهبی است.
- جمع‌آوری دولتی مالیات کلیسا باعث می‌شود که کلیساها به عنوان نهادهای دولتی ظاهر شوند.
- ارتباط مالیات کلیسا با مالیات بر دستمزد و درآمد به مالیات کلیسا اجازه می‌دهد تا در بی عدالتی‌ها و تحریفات این نوع مالیات شرکت کند. علاوه بر این، کلیساها به سیاست‌های اقتصادی، مالیاتی و بازار کار مربوطه دولت و شرکای اجتماعی وابسته خواهند بود.
- فقط حدود یک سوم عضوهای کلیسا از طریق مالیات کلیسا در تأمین مالی کلیساها مشارکت می‌کنند.
- جمع‌آوری دولتی مالیات‌های کلیسا به نفع و استحکام بخشیدن به ساختارهای کلیسا، ناتوانی جماعت‌ها و استقرار و تکثیر بوروکراسی کلیسا است.
- همچنین، جماعت‌های فردی بر اساس تمایل عضوهای جماعت به اهداء، تأمین مالی یا نگهداری نمی‌شوند؛ بنابراین کارکنان جامعه نگران منابع مالی و سازمانی جامعه نیستند.
- ایجاد سقف مالیات کلیسا به‌طور ناعادلانه به نفع افراد بالاتر است.

با این حال، مالیات کلیسا تا حد زیادی در رهبری کلیسای پروتستان و کاتولیک بدون مناقشه بوده و هست، زیرا این سیستم امکان تأمین مالی قابل اعتماد و گسترده کار کلیسا را فراهم می‌کند.
در کلیسای کاتولیک رومی، در صورتی که مالیات کلیسا دیگر کافی نباشد، سیستم تأمین مالی برای کلیسا در نظر گرفته می‌شود. به عنوان نمونه، در سال ۲۰۱۹، اسقف آیشتات، گرگور ماریا هانکه، گفتگویی را در مورد چگونگی تأمین مالی کلیسا در صورت حذف مالیات کلیسا از طریق دولت شروع کرد.
برای مثال، در سمت انجیلی، Bund gegen Kirchensteuerabuse e. V. Bremen» یا کشیش Karl-Friedrich Wackerbarth از پیرن ام شیمزی از «انجمن شهرداری‌های بایرنیی» که از سیستم نقد می‌کرد. در سال‌های اخیر، انجمن دیتریش بونهوفر یک پیشنهاد اصلاحی ("مالیات فرهنگی و مالیات اجتماعی به جای جمع‌آوری مالیات کلیسای دولتی") ارائه کرده‌است. کارل مارتین این پیشنهاد را در نشریه خداحافظی با مالیات کلیسا ارائه کرد.

## مالیات کلیسا در سایر ایالت‌ها
- بین‌المللی
- اتریش
- سوئیس

## ادبیات
- گرهارد چرماک: قانون مالیات کلیسا در دیدگاهی نقدی. در: عدالت نقدی . ۲۰۰۶، صفحات ۴۱۸–۴۲۹، آنلاین (PDF؛ 350 kb).
- کلیسای انجیلی در راینلند: کتاب راهنما محله و پروتستان. کلیسا و امور مالی انجمن رسانه ای کلیسای انجیلی در راینلند، دوسلدورف ۲۰۰۵، ISBN 3-87645-106-X.
- کارستن فررک: امور مالی و دارایی‌های کلیساها در آلمان. Alibri, Aschaffenburg 2002, ISBN 3-932710-39-8.
- اروین گاتز: تاریخ زندگی کلیسا. جلد ششم: امور مالی کلیسا. هردر، فرایبورگ ۲۰۰۰، ISBN 3-451-23668-0.
- فلیکس همر: مسائل حقوقی مالیات کلیسا. Mohr Siebeck, Tübingen 2002, ISBN 3-16-147537-2.
- هورست هرمان: کلیسا، پایتخت، روحانیون. پیشینه اتحاد آلمان Lit, Munster 2003, ISBN 3-8258-6862-1.
- آندریاس مسرر: اصلاح مالیات شرکت‌ها 2008. Boorberg, Stuttgart 2007, ISBN 978-3-415-03956-8.
- آندره پوسپیشیل: مالیات کلیسا در قرن بیست و یکم قرن. Epubli، برلین ۲۰۱۳، ISBN 978-3-8442-6927-7.
- Ute Suhrbier-Hahn: قانون مالیات کلیسا. ارائه سیستماتیک Schäffer-Poeschel, Stuttgart 1999, ISBN 3-7910-1480-3.

## لینک‌های وب
- آثار نوشته‌شده یا دربارهٔ مالیات کلیسا (آلمان) در برگه‌دان کتابخانهٔ ملی آلمان

### توسعه تاریخی
- گرهارد هارتمن: مالیات کلیسا. در: دایرةالمعارف تاریخی بایرن

### آمار و ارقام
- الستر: مروری بر ارزش‌های مختلف کشور در ثبت نام مالیات بر دستمزد ۲۰۰۹
- متون حقوقی و تصمیمات دادگاه و غیره در مورد حقوق متعارف تحت نظارت مؤسسه حقوق کانن و تاریخچه حقوق کانن رانیش در دانشگاه کلن هستند.
- مانون پریبه: کلیسا مالیات کلیسا را صرف چه چیزی می‌کند؟ با لینک‌های بیشتر؛ بازیابی شده در ۳۱. دسامبر ۲۰۱۳
- EKD: پورتال اطلاعاتی در مورد مالیات کلیسا
- "Kirche und Geld". Deutsche Bischofskonferenz. Retrieved 2019-01-29.
- Ansgar Hense (2010-09-22). "Aktuelle Erläuterungen zur Kirchenfinanzierung" (PDF). Archived from the original (pdf, 279 kB) on 2016-04-15. Retrieved 2019-01-29. Stellungnahme für die deutsche Bischofskonferenz
- قانون‌های مالیاتی کلیسای کلیسای کاتولیک قدیمی در بادن-وورتمبرگ
- قانون‌های مالیاتی کلیسا از اسقف کاتولیک‌های قدیمی در ایالت هسن
- پلت فرم اطلاعاتی در مورد قانون مالیات کلیسا و غیره آ. با همه قانون‌های
- وزارت دارایی راینلاند-فالتز: پرسش و پاسخ: مالیات کلیسا

### نقد از مالیات کلیسا
- انجمن برای تخصیص مجدد مالیات کلیسا e. V.، نقد از منظر قوانین داخلی کلیسا و دولت کلیسا
- دیتر پوتزل / جنبش شهروندان پول بیشتر برای شهروندان: موضوع: امور مالی کلیسا
- کلیسا و پول، اطلاعات و مواد ما